# Saison 4 de Pingu
Cet article présente le guide des épisodes de la quatrième saison de la série télévisée d'animation Pingu.

## Un mariage avec Pingu
Titre original : Pingu at the Wedding Party
Résumé
Commentaires
- Cet épisode est le plus long, étant d'une durée de 25 minutes.
- C'est le seul épisode de la saison produit en 1997 (les autres étant de 1998).

## L'inconvénient de Pingu
Titre original : Pingu's Disadvantage
Résumé

## Pingu refuse d'aider
Titre original :Pingu Refuses To Help
Résumé

## Pingu le montagnard
Titre original : Pingu the Mountaineer
Résumé

## Pingu et le gros poisson
Titre original : Pingu and the Big Fish
Résumé